# Норм Коулман
Норман Бертрам «Норм» Коулман-молодший (англ. Norman Bertram «Norm» Coleman, Jr.; нар. 17 серпня 1949, Бруклін, Нью-Йорк) — американський політик з Республіканської партії. Він представляв штат Міннесота у Сенаті США з 2003 по 2009.
Отирав ступінь бакалавра в Університеті Гофстра у Лонг-Айленді і юридичну освіту в Університеті Айови. Коулман був мером Сент-Полу, штат Міннесота, з 1994 по 2002 роки. Він виграв вибори мера у 1993 році як кандидат-демократ у 1996 році, але пізніше перейшов до республіканців.